# Felgrolle
Die Felgrolle ist ein Element im Gerätturnen, das verwandt mit der Rückwärtsrolle in den Handstand ist. Bei der Felgrolle sind die Arme im Gegensatz zur Rolle rückwärts in den Handstand gestreckt.
Felgrollen werden am Boden gezeigt. Leistungsstarken Turnern dient die Felgrolle als Vorübung für die freie Felge am Stufenbarren oder am Reck.

## Bewegungsablauf
Die Felgrolle wird aus dem Stand geturnt. Der Turner senkt sich im Idealfall ohne Aufsetzen der Hände ab. Arme und Beine sind dabei gestreckt. Über den Strecksitz rollt der Turner nach hinten und setzt seine Hände möglichst weit vom Kopf entfernt auf. Der Bein-Rumpf-Winkel wird explosiv geöffnet. Die Beine blockieren kurz vor der Körperstreckung. Gleichzeitig wird der Arm-Rumpf-Winkel vollständig geöffnet. Als Endposition wird der Handstand erreicht. 
Während der Felgrolle darf der Körper nicht überstreckt werden. Die Blockierung der Hüftstreckung vor der Überstreckung ist ein wichtiger Teil der Felgbewegung.
Werden die Arme gebeugt, wird das Element nicht als Felgrolle anerkannt, sondern als Rückwärtsrolle in den Handstand gewertet.